# Luizjana (kolonia hiszpańska)
Luizjana (hiszp. Luisiana, fr. La Louisiane) − terytorium administracyjne pod zwierzchnictwem wicekróla Nowej Hiszpanii w latach 1762–1802, do którego należały ziemie na zachód od Missisipi wraz z Nowym Orleanem. Hiszpania przejęła te tereny od Francji, która nazywała je tak na cześć króla Ludwika XIV w 1682.
W 1803 terytorium Luizjany znalazło się ponownie w rękach Francuzów, którzy sprzedali je Stanom Zjednoczonym. Był to tzw. zakup Luizjany.

## Chronologia

### Eksploracja hiszpańska
- 1541 − Hernando de Soto, wyruszając z Florydy, objął terytoria nad Missisipi i jej dopływów na rzecz Korony Hiszpańskiej.
- 1541 − Francisco Vásquez de Coronado, wyruszając z Meksyku w poszukiwaniu mitycznych „Siedmiu Złotych Miast”, dotarł do Lindsborga w Kansas.

### Dominacja francuska
- 1673 − Jacques Marquette i Louis Jolliet rozpoczynąją eksplorować terytoria nad Missisipi od strony Kanady, początek francuskich prób uzależnienia terytorium.
- 1699 − Jean-Baptiste Le Moyne de Bienville zakłada pierwszą francuską osadę w Fort Maurepas (obecnie Ocean Springs w stanie Missisipi)
- 1702 − Bienville przeniósł osadę do Dauphin Island, w styczniu zakładając nową kolonią w Mobile z fortem Louis de La Louisiane.
- 1714 − Louis Juchereau de St. Denis założył miasto Natchitoches, najstarsze w Luizjanie.
- 1718 − Bienville rozpoczął budowę Nowego Orleanu, by przenieść główne ośrodki Luizjany Francuskiej z Dauphin Island i Biloxi na tereny mniej zagrożone w czasie huraganów.
- 1720 − hiszpańska ekspedycja militarna Villasur, wysłana z Meksyku, została zatrzymana w pobliżu Columbus w Nebrasce przez sprzyjających Francuzom Paunisów.
- 1723 − Nowy Orlean został stolicą Luizjany Francuskiej.
- 1724 − Étienne de Veniard pertraktował z Komanczami w celu zatrzymania hiszpańskiej kolonizacji.
- 1754 − rozpoczęła się Brytyjska wojna z Indianami i Francuzami.
- 1760 − Brytyjczycy przejęli kontrolę na koloniami francuskimi w Quebecu
- 1761 − Hiszpania stanęła po stronie Francji w wojnie siedmioletniej.

### Dominacja hiszpańska
- 1761 − Traktat z Fontainebleau, pod koniec wojny siedmioletniej król Francji Ludwik XV zaproponował swojemu kuzynowi królowi hiszpańskiemu Karolowi III zrzeczenie się Luizjany na rzecz Hiszpanii.
- 1763 − w wyniku pokoju paryskiego Francja oddała terytoria na wschód od Missisipi wraz z Kanadą Francuską Wielkiej Brytanii; Hiszpanie oddali Florydę i tereny na wschód od Missisipi wraz z Baton Rouge.
- 1763 − król angielski Jerzy III Hanowerski ustanowił Rezerwat Indiański z terenów uzyskanych przez Wielką Brytanię na wschód od Missisipi; wyłączono z tego terenu Florydę i Quebec.
- 1763 − francuscy osadnicy Akadianie (Cajun), wysiedlani z wybrzeży obecnej wschodniej Kanady przez władze angielskie osiedlali się na terytoriach na zachód od Missisipi i w Nowym Orleanie.
- 1764 − ogłoszono przejście terenów zachodnich Luizjany pod władzę hiszpańską.
- 1765 − Józef Broussard osiedlił się z pierwszą grupą Akadian w St. Martinville.
- 1768 − Antonio de Ulloa został pierwszym hiszpańskim gubernatorem Luizjany, nie wywiesił flagi hiszpańskiej i zostawił urząd w wyniku profrancuskiej rebelii.
- 1769 − Alejandro O’Reilly został drugim hiszpańskim gubernatorem Luizjany; ugasił rebelię, skazał na śmierć 6 jej organizatorów, wprowadził prawo hiszpańskie w kolonii.
- 1779 − Francisco Bouligny z osadnikami założyli miasto Nueva Iberia nad Bayou Teche.
- 1779 − Hiszpanie stanęli przeciwko Brytyjczykom w wojnie o niepodległość Stanów Zjednoczonych.
- 1780 − miała miejsce Bitwa pod St. Louis, jedyna na terenie po zachodniej stronie Missisipi.
- 1781 − Hiszpania odzyskała Florydę dzięki bitwie pod Pensacolą.
- 1783 − po pokoju wersalskim Floryda oficjalnie wróciła do dominiów hiszpańskich
- 1788 − pożar zniszczył większą część Nowego Orleanu.
- 1789 − rozpoczęto odbudowę miasta, położono kamień węgielny pod Katedrę św. Ludwika w Nowym Orleanie.
- 1795 − w Escorialu podpisano Traktat Pinckneya, pozwalający Amerykanom na swobodną żeglugę po Missisipi.
- 1795 − miały miejsce hiszpańskie ekspedycje naukowe wzdłuż Missisipi.
- 1798 − Hiszpania zniosła prawo żeglugi dla statków amerykańskich przez Nowy Orlean.
- 1799 − otwarto nową siedzibę władz kolonialnych w Nowym Orleanie, tzw. Cabildo.

### Ponowna dominacja francuska
- 1800 − zawarto tajny Traktat z San Ildefonso, w wyniku którego Luizjana ponownie stała się własnością Francji; oficjalnie Hiszpanie nadal sprawowali władzę nad kolonią.
- 1801 − ponownie pozwolono Amerykanom na używanie portu w Nowym Orleanie.
- 1803 − w listopadzie Francja oficjalnie przejęła kontrolę nad kolonią, gdy ogłoszono zakup Luizjany, terytoria znalazły się pod władzą Stanów Zjednoczonych.